# Ferrovia Torino-Milano
La ferrovia Torino-Milano è la linea ferroviaria che collega Torino, capoluogo del Piemonte, a Milano, capoluogo della Lombardia. È gestita da Rete Ferroviaria Italiana (RFI) che la qualifica fra le linee fondamentali della rete nazionale.

## Storia

### XIX secolo
La linea fra Torino e Novara fu aperta all'esercizio il 20 ottobre 1856. Secondo quanto riportato dal Ballatore, l'apertura del tronco avvenne invece a tratti a partire dal 1855; la data di apertura del 20 ottobre si riferirebbe a quella del tratto urbano di Torino, che collegava l'attuale zona di Piazza Statuto e la ferrovia Torino-Susa. Sempre secondo quanto riportato dal Ballatore, dal luglio 1855 al 20 ottobre 1856 funzionò come stazione di testa l'impianto provvisorio di Torino Valdocco.
Il confine fra il Regno di Sardegna e il Regno Lombardo-Veneto, presso il fiume Ticino, fu raggiunto il 18 ottobre 1858 assieme al tratto di competenza austriaca, fra Magenta e la stazione di Milano Porta Nuova, mentre il Ballatore riporterebbe il 20 ottobre dell'anno precedente. Il ponte sul Ticino che avrebbe unito le due sezioni venne completato nei primi mesi del 1859, ma le truppe austriache in ritirata in seguito agli eventi bellici della Seconda guerra d'indipendenza italiana lo danneggiarono. Il ponte dovette essere ripristinato e fu aperto all'esercizio il 1º giugno (secondo quanto riportato dal Ballatore, invece, la data sarebbe quella del 1º luglio) dello stesso anno, completando così l'intera linea.

### XX secolo

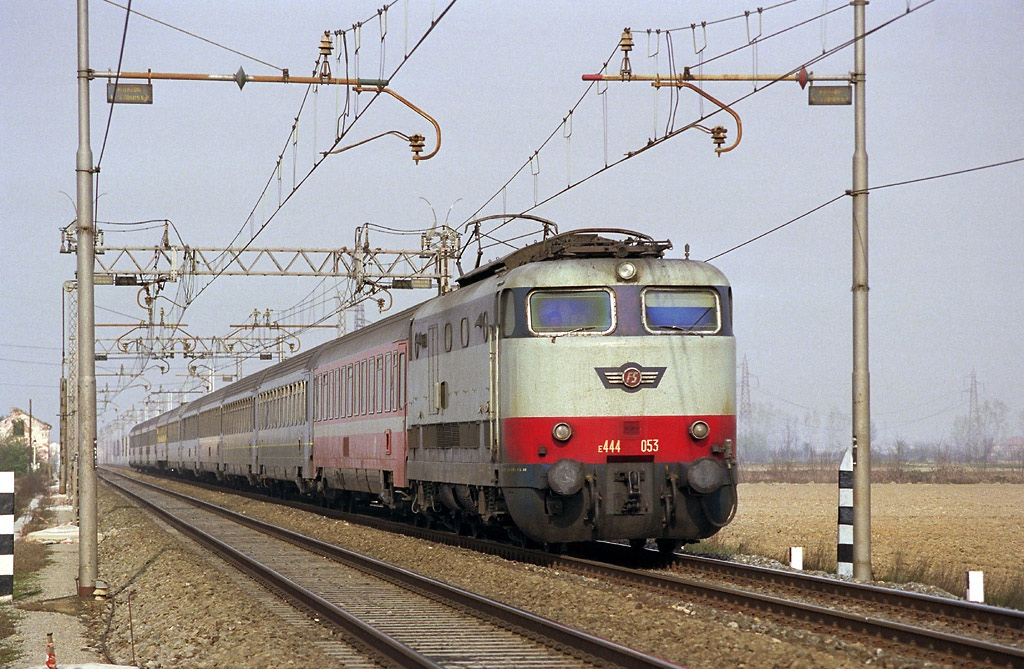
Treno Intercity 656 “Foscari” da Venezia per Torino in corsa presso Ponzana al traino della locomotiva elettrica FS E.444.053 il 21 marzo 1992.

A seguito della statalizzazione delle ferrovie, tra il 1905 e il 1906 la linea venne incorporata nella rete statale e l'esercizio fu assunto dalle Ferrovie dello Stato.
La linea fu gravemente danneggiata durante la seconda guerra mondiale. Nel 1951 venne ripristinata, seppur provvisoriamente in alcuni tratti.
Il tronco da Novara a Rho venne elettrificato con il cambio orario del maggio 1960. L'anno successivo venne elettrificata la tratta mancante da Torino a Novara, inaugurata festosamente il 4 giugno alla presenza del Ministro dei Trasporti Giuseppe Spataro, in occasione del centenario dell'Unità d'Italia.

### XXI secolo
All'inizio degli anni 2000 la gestione della linea passò a Rete Ferroviaria Italiana.

## Caratteristiche

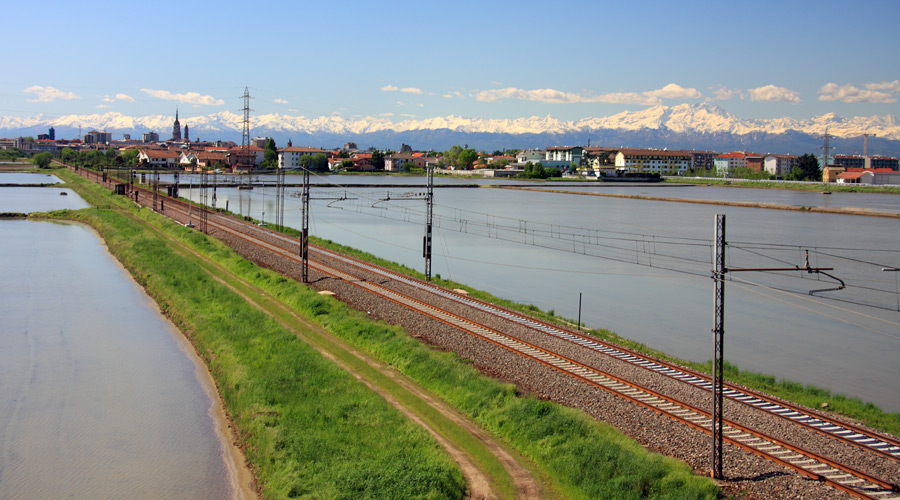
La ferrovia alle porte di Novara

|  | Unknown route-map component "d" | Unknown route-map component "CONTgq" | Unknown route-map component "ABZ+lr" | Unknown route-map component "CONTfq" |

|  | Unknown route-map component "d" | Station on track |

| Unknown route-map component "d" | Unknown route-map component "KDSTaq" | Unknown route-map component "ABZg+r" |

|  | Unknown route-map component "d" | Head station | Unknown route-map component "ABZgl" | Unknown route-map component "SPLa+r" |

|  | Unknown route-map component "d" | Unknown route-map component "ABZgl" | Unknown route-map component "ABZgr" | Unknown route-map component "vSTR-" + Unknown route-map component "tv-STRa" |

|  | Unknown route-map component "d" | Unknown route-map component "ABZgl" | Unknown route-map component "KRZo" | Unknown route-map component "vSTRr-" + Unknown route-map component "tv-STR" |

| 1+092 |
| 0+000 |

|  | Unknown route-map component "d" | Unknown route-map component "tSTRa" | Unknown route-map component "tSTRa" | Unknown route-map component "tv-STR" |

| Unknown route-map component "d" | Unknown route-map component "tSTR+l" | Unknown route-map component "tKRZto" | Unknown route-map component "tKRZto" | Unknown route-map component "tv-STRr" |

| Unknown route-map component "tLSTR" | Unknown route-map component "tKRWg+l" | Unknown route-map component "tKRWr" | Unknown route-map component "d" |

| Unknown route-map component "tLSTR" | Unknown route-map component "tABZgl+l" | Unknown route-map component "tCONTfq" | Unknown route-map component "d" |

| Unknown route-map component "tSTRl" | Unknown route-map component "tKRZto" | Unknown route-map component "tSTR+r" | Unknown route-map component "d" |

| Unknown route-map component "tv-STR" | Unknown route-map component "tv-SHI2r" |

| Unknown route-map component "tvBHF" |

| Unknown route-map component "etvBHF" |

| Unknown route-map component "dWASSERq" | Unknown route-map component "tvKRZW" | Unknown route-map component "dWASSERq" |

|  | Unknown route-map component "etvBHF" | Unknown route-map component "exKBHFa" |

|  | Unknown route-map component "tvSTR" | Unknown route-map component "extSTRa" |

|  | Unknown route-map component "exCONTgq" | Unknown route-map component "tvSTR" + Unknown route-map component "exSTRq" | Unknown route-map component "extABZql+l" + Unknown route-map component "extSTRa@gq" + Unknown route-map component "tSTR+l" | Unknown route-map component "tCONTfq" |

|  | Unknown route-map component "tvSTR-BHF" | Unknown route-map component "tSHI1l" |

|  | Unknown route-map component "d" + Unknown route-map component "tSTR" | Unknown route-map component "tSTRl" + Unknown route-map component "tSTR" | Unknown route-map component "tSTRr" |

| Unknown route-map component "tvSTRe" |

| Unknown route-map component "dWASSERq" | Unknown route-map component "vWBRÜCKE1" | Unknown route-map component "dWASSERq" |

| Unknown route-map component "vBHF" |

| Unknown route-map component "vSKRZ-Au" |

| Unknown route-map component "vSKRZ-Au" |

| Unknown route-map component "v-SHI2gr" | Unknown route-map component "vSTR-" |

| Unknown route-map component "vÜSTol" | Unknown route-map component "vSTR-" |

| Unknown route-map component "vSHI2l" | Unknown route-map component "d-KRZ2+4u" | Unknown route-map component "dSTRc3" |

|  | Unknown route-map component "d" + Unknown route-map component "vÜSTo+l" | Unknown route-map component "d" + Unknown route-map component "ldMKRZc1u" + Unknown route-map component "dSTRc1" | Unknown route-map component "CONT4" |

| Unknown route-map component "SPLe" |

| 14+062 |
| 14+014 |

| Unknown route-map component "uexSTR+l" | Unknown route-map component "emABZg+r" |  |

|  | Unknown route-map component "uexBHF" | Station on track |  |  |

| Unknown route-map component "uexCONTgq" | Unknown route-map component "uexSTRr" | Straight track |  |  |

|  | Unknown route-map component "ABZgl" | Unknown route-map component "CONTfq" |

| Station on track |

| Small bridge over water |

| Small bridge over water |

|  | Unknown route-map component "ABZg+l" | Unknown route-map component "CONTfq" |

| Station on track |

| Unknown route-map component "CONTgq" | Unknown route-map component "ABZgr" |  |

| Stop on track |

| Unknown route-map component "CONTgq" | Unknown route-map component "ABZgr" |  |

| Unknown route-map component "HSTeBHF" |

| Unknown route-map component "hKRZWae" |

| Stop on track |

| Stop on track |

| Station on track |

|  | Unknown route-map component "v-STR" | Unknown route-map component "vSTR+l-" | Unknown route-map component "dCONTfq" |

| Unknown route-map component "d" | Unknown route-map component "vÜSTu+r" |

| Unknown route-map component "d" | Unknown route-map component "vSHI2g+l-" |

| Station on track |

| Stop on track |

| Unknown route-map component "SKRZ-Au" |

| Station on track |

|  |  | Unknown route-map component "ABZgl" | Unknown route-map component "SPLaq" | Unknown route-map component "vCONTfq" |

| Stop on track |

| Unknown route-map component "HSTeBHF" + Unknown route-map component "lBST" |

| Unknown route-map component "CONTgq" | Unknown route-map component "ABZg+r" |  |

| Unknown route-map component "uexCONTgq" | Unknown route-map component "emKRZ" | Unknown route-map component "uexCONTfq" |

| Station on track |

| Small bridge over water |

| Unknown route-map component "CONTgq" | Unknown route-map component "ABZgr" |  |

| Unknown route-map component "uexCONTgq" | Unknown route-map component "emKRZ" | Unknown route-map component "uexCONTfq" |

| Unknown route-map component "HSTeBHF" |

| Unknown route-map component "SKRZ-Au" |

| Non-passenger station/depot on track |

| Small bridge over water |

|  | Unknown route-map component "ABZg+l" | Unknown route-map component "CONTfq" |

|  | Unknown route-map component "ABZg+l" | Unknown route-map component "CONTfq" |

|  |  | Unknown route-map component "eABZg+l" | Unknown route-map component "exdBHFq" | Unknown route-map component "exdLSTRq" | Unknown route-map component "exvSTR+r-" |

|  |  | Unknown route-map component "SHI3gl" | Unknown route-map component "vSHI3+r-" | Unknown route-map component "dABZxl+l" | Unknown route-map component "dCONTfq" |

|  | Unknown route-map component "uexKBHFa" | Station on track | Unknown route-map component "dABZgl" | Unknown route-map component "dBHFq" | Unknown route-map component "vSTRr-" |

|  | Unused straight waterway | Unknown route-map component "ABZg+l" | Unknown route-map component "dABZql" | Unknown route-map component "dDSTq" | Unknown route-map component "CONTfq" |

| Unknown route-map component "uexSTRl" | Unknown route-map component "emKRZ" | Unknown route-map component "uexCONTfq" |

| Unknown route-map component "CONTgq" | Unknown route-map component "ABZgr" |  |

| Small arched bridge over water |

| Unknown route-map component "SKRZ-G2u" |

| Station on track |

| Unknown route-map component "uexCONTgq" | Unknown route-map component "emKRZ" | Unknown route-map component "uexCONTfq" |

| Unknown route-map component "hKRZWae" + Unknown route-map component "GRZq" |

| Station on track |

| Stop on track |

| Unknown route-map component "uexCONTgq" | Unknown route-map component "emKRZ" | Unknown route-map component "uexCONTfq" |

| Station on track |

| Unknown route-map component "STRc2" | Unknown route-map component "STR3+l" | Unknown route-map component "KRZu" | Unknown route-map component "CONTfq" |  |

| Unknown route-map component "LSTR+1" | Unknown route-map component "STRc4" | Unknown route-map component "SKRZ-Au" |  |  |

| Unknown route-map component "LSTR" |  | Stop on track |  |  |

| Unknown route-map component "LSTR" |  | Unknown route-map component "vSHI1+l-STR+l" | Unknown route-map component "CONTfq" |  |

| Unknown route-map component "LSTR" |  | Unknown route-map component "vBHF" |  |  |

| 134+571 |
| 16+348  |

| Unknown route-map component "LSTR" |  | Unknown route-map component "vSKRZ-Au" |  |  |

| Unknown route-map component "LSTR2" | Unknown route-map component "STRc3" | Unknown route-map component "vÜWBl" |  |  |

| Unknown route-map component "STRc1" | Unknown route-map component "STR2+4" | Unknown route-map component "dKRZc3u" | Unknown route-map component "dSTR" |  |  |

| Unknown route-map component "STRc1" | Unknown route-map component "dKRZ2+4u-" | Unknown route-map component "vSHI2+r" | Unknown route-map component "d" |

| Unknown route-map component "v-STR" | Unknown route-map component "vÜSTo+r" |

| Unknown route-map component "v-STR" | Unknown route-map component "vSHI2g+l-" |

| Unknown route-map component "vHST" |

| Unknown route-map component "vSKRZ-Au" |

| Unknown route-map component "vSKRZ-Au" |

| Unknown route-map component "vBHF" |

| Unknown route-map component "v-SHI4+l" | Unknown route-map component "v-SHI2r" + Unknown route-map component "v-SHI4r" + Unknown route-map component "v-STR+lf" | Unknown route-map component "vSTR2-" + Unknown route-map component "-STR2+r" | Unknown route-map component "STRc3" |

| Unknown route-map component "v-BHF-L" | Unknown route-map component "vBHF-R" | Unknown route-map component "STRc1" | Unknown route-map component "STR+4" |

|  | Unknown route-map component "dSTR" | Unknown route-map component "vSTR" | Unknown route-map component "LSTR+l" | Unknown route-map component "KRZo" | Unknown route-map component "dCONTfq" |

|  | Unknown route-map component "dSTR" | Unknown route-map component "vÜSTr" | Unknown route-map component "LABZg+l" | Unknown route-map component "KRZo" | Unknown route-map component "dCONTfq" |

| Unknown route-map component "tv-STRa" | Unknown route-map component "evBHF" | Unknown route-map component "LSTR" | Straight track |

| Unknown route-map component "tv-STR" | Unknown route-map component "vSTR-ABZg+l" | Unknown route-map component "LABZgr" | Straight track |

| Unknown route-map component "dCONTgq" | Unknown route-map component "tdKRZ" | Unknown route-map component "vKRZu" | Unknown route-map component "LSTRr" | Straight track |

| Unknown route-map component "tv-STRl" | Unknown route-map component "vKRZt" | Unknown route-map component "v-LSTR+r" | Straight track |

| Unknown route-map component "exCONTgq" | Unknown route-map component "vSTR-eABZgr+r" | Unknown route-map component "v-LSTR" | Straight track |

|  | Unknown route-map component "vSTR-eABZgl" | Unknown route-map component "exdKDSTeq" | Unknown route-map component "dLSTR" | Straight track |

| Unknown route-map component "tv-STR+l" | Unknown route-map component "vKRZt" | Unknown route-map component "tv-STRr" + Unknown route-map component "STRc2" | Unknown route-map component "STR3" |

| Unknown route-map component "tv-BHF" | Unknown route-map component "exvSTR-" + Unknown route-map component "vKBHFe-BHF" | Unknown route-map component "vSTR+1-" + Unknown route-map component "v-STR+1" | Unknown route-map component "STRc4" |

| Unknown route-map component "tdCONTgq" | Unknown route-map component "tdSTRr" | Unknown route-map component "exvSTR-" + Unknown route-map component "v-TUNNEL1" | Unknown route-map component "vABZgl-STRo" | Unknown route-map component "vSTR+r-" |

| Unknown route-map component "exdCONTgq" | Unknown route-map component "exdSTR+r" | Unknown route-map component "exvSTR-" + Unknown route-map component "v-TUNNEL1" | Unknown route-map component "vSTR" | Unknown route-map component "vSTR-" |

|  | Unknown route-map component "exvBHF-STR" | Unknown route-map component "vABZgl-STRo" | Unknown route-map component "dKRZo" | Unknown route-map component "dABZql+l" | Unknown route-map component "dSTRq" | Unknown route-map component "dCONTfq" |

|  | Unknown route-map component "exvKBHFe-STR" | Unknown route-map component "vÜSTl" | Unknown route-map component "vSTR-ABZgl" | Unknown route-map component "dABZq+l" | Unknown route-map component "dCONTfq" |

| Unknown route-map component "cd" | Unknown route-map component "d" + Unknown route-map component "exBHF" | Unknown route-map component "STR2" + Unknown route-map component "BS2c1" | Unknown route-map component "c" + Unknown route-map component "dSTRl+4h" + Unknown route-map component "dSTRc3" | Unknown route-map component "dKRZu" | Unknown route-map component "vSTR-ABZgro" |

| Unknown route-map component "exCONTgq" | Unknown route-map component "exSTRr" | Unknown route-map component "dSTRc1" | Unknown route-map component "ABZg+4" + Unknown route-map component "BS2+l" + Unknown route-map component "BS2c2" | Unknown route-map component "BS2r" + Unknown route-map component "BS2c4" |

|  |  | Unknown route-map component "vKBHFe" |

La linea è una ferrovia a doppio binario elettrificato in corrente continua da 3000 V e ordinario lunga complessivamente 153 km.
Il gestore RFI la qualifica come "linea fondamentale".
È attrezzata con Sistema Controllo Marcia Treno (SCMT) per tutta la sua lunghezza ed ERTMS L2 da Magenta a Novara.
I treni possono raggiungere la velocità massima di 160 km/h per la maggior parte del percorso, tra Magenta e Pregnana Milanese il limite massimo è di 180 km/h.

### Percorso
Il percorso comprende cinque stazioni di diramazione: Settimo, Chivasso, Santhià, Vercelli e Novara.
Dalla stazione di Settimo si dirama la linea per Pont Canavese; da Chivasso le linee per Aosta, Asti e Alessandria; da Santhià le linee per Arona e Biella; da Vercelli le linee per Casale e Pavia; da Novara (punto di snodo) le linee per Biella, Alessandria/Arona, Domodossola e Varallo Sesia.
La ferrovia è affiancata dalla linea Torino-Milano AV che attraversa la linea storica in diverse occasioni e che si interconnette con la stessa presso le seguenti località:
- Torino Stura (ex Bivio Stura);
- Bianzè (PM Cigliano);
- Novara (Bivio Novara Ovest);
- Rho Fiera.

## Traffico
I treni passeggeri sono gestiti da Trenitalia, in particolare:
- venti coppie di treni Regionali Veloci Torino-Milano;
- treni regionali della direttrice Novara/Vercelli-Chivasso-Torino/Ivrea/Aosta;
- una coppia di Intercity Notte Torino-Salerno,

La tratta Novara-Milano è inoltre impiegata dalla linea S6 del servizio ferroviario suburbano di Milano, esercita da Trenord, mentre la tratta Chivasso-Torino è utilizzata dalla linea 2 del servizio ferroviario metropolitano di Torino, espletata da Trenitalia.
Fino al 2022 viaggiavano anche una coppia di Intercity Giorno.
Fino all'estate del 2023 viaggiavano tre coppie di corse internazionali dirette a Parigi e gestite da SNCF con il brand TGV InOui, servizio che venne cancellato fino a una data incerta causa una frana tra Modane e Chambery. Il servizio è stato ripristinato il 31 marzo 2025.